# Eduardo Águila
Eduardo Águila Castro (ur. 17 maja 2002 w Ocotlán) – meksykański piłkarz występujący na pozycji środkowego obrońcy, od 2023 roku zawodnik Atlético San Luis.